# دارلان کونها
دارلان کونها (انگلیسی: Darlan Cunha؛ زادهٔ ۱۶ سپتامبر ۱۹۸۸) یک هنرپیشه اهل برزیل است.